# 許希孟
許希孟（1530年—1579年），字師孔，號淮江，河南汝寧府固始縣人，民籍，明朝政治人物。同進士出身。

## 生平
嘉靖三十四年（1555年）乙卯科河南鄉試第七十一名舉人。嘉靖四十四年（1565年）中式乙丑科會試第三十一名，三甲第一百八十九名進士。刑部观政，本年十月授泰兴知县，隆慶二年（1568年）三月调密云县，十二月升任山西蒲州知州。五年正月升山西佥事，万历二年（1574年）二月升右参议，四年十二月升副使，五年二月升右参政，六年三月升按察使，俱照旧管口北道事。七年正月患病，二月卒。

## 家族
曾祖許澤；祖父許廣；父許儲，庠生赠佥事；母齊氏，贈宜人。弟许希周。